# Калиниченко Григорій Мартинович
Григо́рій Марти́нович Калиниче́нко (нар. 28 лютого (13 березня) 1903 — пом. 30 вересня 1943) — радянський військовик часів Другої світової війни, командир 2-ї стрілецької роти 4-го гвардійського стрілецького полку 6-ї гвардійської стрілецької дивізії (13-та армія), гвардії лейтенант. Герой Радянського Союзу (1943).

## Життєпис
Народився 28 лютого (13 березня) 1903 року в селі Ганнівці, нині — Олександрійський район Кіровоградської області в родині машиніста. Українець. У 1914–1917 роках навчався в Куколівському міністерському початковому училищі. Після смерті батька родина переїздить до села Попельнастого. Наймитував у куркулів. З 1925 по 1928 роки проходив дійсну військову службу в лавах РСЧА. Після демобілізації працював у портовій воєнізованій охороні в місті Баку (Азербайджан), потім — помічником слюсаря на авторемонтному заводі. Член ВКП(б) з 1930 року. З 1931 року — на машинобудівному комбінаті, згодом — на шкіряному заводі слюсарем. З мандатом ЦК Компартії Азербайджану працював на селах по мобілізації коштів для індустріалізації.
Вдруге призваний до РСЧА в червні 1941 року. На фронтах німецько-радянської війни з 20 липня 1942 року. 30 серпня 1943 року в бою за село Марчихина Буда Ямпільського району Сумської області отримав поранення в горло, проте не полишив поле бою, доки не було виконане бойове завдання по оволодінню селом.
Особливо командир 2-ї стрілецької роти гвардії лейтенант Г. М. Калиниченко відзначився під час битви за Дніпро. 14 вересня 1943 року в бою за села Євлашівка Борзнянського району Чернігівської області рота під його командуванням виявила виключну хоробрість, відбивши атаки супротивника першою увірвалась у село і закріпилась в ньому. З 25 по 30 вересня під час боїв за село Оташів Чорнобильського району Київської області рота лейтенанта Калиниченка діяла на вістрі головного удару. Будучи пораненим, не залишив поле бою, вміло керував бойовими діями роти, забезпечив визволення села, знищивши при цьому до 50 ворожих солдатів. Загинув у бою 30 вересня 1943 року. Похований у селі Оташів, нині Іванківського району

## Нагороди
Указом Президії Верховної Ради СРСР від 16 жовтня 1943 року за зразкове виконання бойових завдань командування на фронті боротьби з німецько-фашистськими загарбниками та виявлені при цьому відвагу і героїзм, гвардії лейтенанту Калиниченку Григорію Мартиновичу присвоєне звання Героя Радянського Союзу (посмертно).